# قره‌سو (قرقیزستان)
قره‌سو (به قرقیزی: Карасуу) شهری در استان اوش کشور قرقیزستان است که در سرشماری سال ۲۰۰۵ میلادی، ۱۹٬۲۷۶ نفر جمعیت داشته است.